# غوستاف جريجو
غوستاف جريجو (بالفرنسية: Gustave Garrigou)‏ مواليد 24 سبتمبر 1884 في أفيرون، فرنسا - الوفاة 28 يناير 1963 في باريس، كان دراج فرنسي في صنف سباق الدراجات على الطريق.

## سجل النتائج

### سباقات أو مراحل فاز بها
- طواف فرنسا

## روابط خارجية
- غوستاف جريجو على موقع أرشيف الدراجات (الإنجليزية)
- غوستاف جريجو على موقع إحصائيات الدراجات الإحترافية (الإنجليزية)
- غوستاف جريجو على موقع CycleBase (الإنجليزية)